# Czarodzieje z Waverly Place (ścieżka dźwiękowa)
Czarodzieje z Waverly Place – soundtrack pochodzący z serialu oraz z filmu o tej samej nazwie, emitowanego przez Disney Channel. Został wydany na płycie CD oraz w wersji cyfrowej 4 sierpnia 2009.

## Lista utworów
| Lp. | Tytuł                                                                 | Wykonawcy            | Czas trwania |
| 1.  | "Disappear"                                                           | Selena Gomez         | 3:39         |
| 2.  | "Magical"                                                             | Selena Gomez         | 2:54         |
| 3.  | "Magic" (Oryginalnie przez Pilot)                                     | Selena Gomez         | 2:49         |
| 4.  | "Strange Magic" (Oryginalnie przez Electric Light Orchestra)          | Steve Rushton        | 3:20         |
| 5.  | "Magic" (Oryginalnie przez The Cars)                                  | Honor Society        | 3:51         |
| 6.  | "Every Little Thing She Does Is Magic" (Oryginalnie przez The Police) | Mitchel Musso        | 3:44         |
| 7.  | "Magic Carpet Ride" (Oryginalnie przez Steppenwolf)                   | KSM                  | 2:57         |
| 8.  | "Magic" (Oryginalnie przez Olivia Newton-John)                        | Meaghan Jette Martin | 4:08         |
| 9.  | "You Can Do Magic" (Oryginalnie przez America)                        | Drew Seeley          | 3:33         |
| 10. | "Some Call It Magic""                                                 | Raven-Symoné         | 3:13         |
| 11. | "Do You Believe in Magic" (Oryginalnie przez The Lovin' Spoonful)     | 78violet             | 2:13         |
| 12. | "Everything Is Not As It Seems" (Piosenka tytułowa)                   | Selena Gomez         | 0:51         |

## Single

### "Magic"
Utwór  Magic  wykonywany przez Selenę Gomez to cyfrowy singiel sprzedawany na iTunes Store. Piosenka miała swoją premierę 21 czerwca 2009 roku na Radio Disney, a klip wideo miał swoją premierę 24 czerwca na Disney Channel. Teledysk przedstawia Selenę śpiewającą przez mikrofonem oraz kilka scen z filmu Czarodzieje z Waverly Place: Film. Debiutujący singiel znajdował się na 61 pozycji w Billboard.

## Klasyfikacje
| Państwo               | Pozycja |
| --------------------- | ------- |
| U.S. Billboard 200    | 24      |
| U.S. Top Soundtracks  | 4       |
| U.S. Kid Albums       | 3       |
| Mexico Albums Top 100 | 32      |
| Norway Albums Top 40  | 27      |

## Daty wydania
| Region          | Data                |
| --------------- | ------------------- |
| Hiszpania       | 9 października 2009 |
| Meksyk          | 14 sierpnia 2009    |
| Wielka Brytania | 5 października 2009 |